# Lucihormetica seabrai
Lucihormetica seabrai är en kackerlacksart som först beskrevs av Rocha e Silva 1987.  Lucihormetica seabrai ingår i släktet Lucihormetica och familjen jättekackerlackor. Inga underarter finns listade i Catalogue of Life.